# Thomas Windischbauer
Thomas Windischbauer (* 29. Juni 2003 in Wels) ist ein österreichischer Triathlet. Er ist Nachwuchsmeister im Triathlon (2020) sowie zweifacher Staatsmeister im Aquathlon (2021, 2022).

## Werdegang
Thomas Windischbauer startete im Oktober 2019 im Alter von 16 Jahren bei seinem ersten Junioren Europacup in Alanya und belegte den 22. Platz. Im September 2020 wurde er zudem österreichischer Nachwuchsmeister im Triathlon sowie Aquathlon. 
2020 startete er erstmals bei den Sprintstaatsmeisterschaften, wo er im Elitefeld den 19. Rang belegte. 
Im Mai 2021 qualifizierte sich der Oberösterreicher mit einem 15. Platz im Junioren-Europacuprennen in Caorle (Italien) erstmals für eine Junioren-Europameisterschaft.

### Heimeuropameisterschaft in Kitzbühel 2021
Im Juni 2021 gab der damals noch 17-jährige sein Europameisterschaftsdebüt in der Juniorenklasse und schaffte es durch den achten Platz im Semifinale in das A-Finale. Im A-Finale der besten 30 Nachwuchstriathleten Europas verhinderte jedoch ein Raddefekt eine Spitzenplatzierung.
Bei seinem Heimeuropacup in Wels (OÖ) belegte er zudem den 13. Platz.
Im August 2021 sicherte er sich bei den österreichischen Staatsmeisterschaften im Aquathlon in Linz sowohl in der Junioren- als auch in der Elite-Wertung den Titel.
Thomas Windischbauer lebt in Vorchdorf. Er wird trainiert von Andreas Prem und der Oberösterreicher startet im ÖTRV B-Kader. 

## Sportliche Erfolge
| Datum/Jahr    | Rang | Wettbewerb                                                | Austragungsort | Zeit     | Bemerkung |
| ------------- | ---- | --------------------------------------------------------- | -------------- | -------- | --------- |
| 25. Juli 2020 | 4    | ÖTRV Staatsmeisterschaft Triathlon Sprintdistanz Junioren | Ferlach        | 01:01:33 |           |

| Datum/Jahr    | Rang | Wettbewerb                                         | Austragungsort | Zeit     | Bemerkung                                                      |
| ------------- | ---- | -------------------------------------------------- | -------------- | -------- | -------------------------------------------------------------- |
| 29. Juli 2023 | 3    | ÖTRV Österreichische Staatsmeisterschaft Aquathlon | Ferlach        | 00:28:06 |                                                                |
| 25. Juni 2022 | 1    | ÖTRV Österreichische Staatsmeisterschaft Aquathlon | Walchsee       | 00:31:24 | Aquathlon-Staatsmeister bei der Challenge Walchsee-Kaiserwinkl |
| 21. Aug. 2021 | 1    | ÖTRV Österreichische Staatsmeisterschaft Aquathlon | Linz           | 00:27:30 | Aquathlon-Staatsmeister                                        |

(DNF – Did Not Finish; LAP – Überrundet)